# Nuculana egregia
Nuculana egregia is een tweekleppigensoort uit de familie van de Nuculanidae. De wetenschappelijke naam van de soort is voor het eerst geldig gepubliceerd in 1882 door Guppy als Leda egregia.